# Cris Miró
Cris Miró,  née le 16 septembre 1965 et morte le 1er juin 1999, est une artiste argentine et une personnalité médiatique qui a eu une brève mais influente carrière en tant que meneuse de revue à Buenos Aires du milieu à la fin des années 1990. En tant que première célébrité transgenre en Argentine,, elle fait sensation dans les médias, et ouvre la voie à la visibilité de la communauté trans dans la société locale,. Elle est considérée comme un symbole des années 1990 argentines,, et une icône pour la culture LGBT locale.

## Jeunesse
Cris Miró est née le 16 septembre 1965 à Buenos Aires d'un militaire à la retraite et d'une femme au foyer.
Bien qu'assignée homme à la naissance, Miró est efféminée dès son plus jeune âge. Son frère Esteban Virguez décrit l'enfance de Miró en tant que petit garçon : « Cris était différent depuis sa naissance, (…) il n'aimait pas le football, il jouait avec des poupées et mon père était le macho typique de cette époque et Cris était comme une fille, quand nous marchions dans la rue, on le confondait toujours avec une fille. À ce moment-là, nous avions honte, d'une manière ou d'une autre, mon père et moi avons essayé de le cacher. Pas ma mère, Cris s'est identifié à ma mère, il a vu ses chaussures, ses robes. Cela nous a dérangés. »
Après avoir terminé ses études secondaires, Miró commence à étudier la médecine dentaire à l'Université de Buenos Aires.
Elle étudie la danse à l'école de Julio Bocca et le théâtre avec Alejandra Boero en même temps qu'elle étudie la dentisterie.

## Carrière
À la fin des années 1980, Miró rencontre la directrice de théâtre Jorgelina Belardo au Bunker, un club gay populaire de Buenos Aires, qui lui demande de rejoindre un groupe de production théâtrale que Belardo a formé avec Juanito Belmonte. Belardo devient l'ami proche et le directeur artistique de Miró, tandis que Belmonte travaille comme son attaché de presse. En travaillant avec eux, Miró fait ses débuts au théâtre dans les pièces Fragmentos del infierno —d'après un texte d'Antonin Artaud — et Orgasmo apocalíptico, qui se concentre plus explicitement sur les questions de sexualité,. Avant sa carrière de meneuse de revue, Miró fait des apparitions au cinéma dans Dios los cría de Fernando Ayala (1991) et La peste de Luis Puenzo (1992), basé sur le roman du même nom d'Albert Camus.
En 1994, Miró participe à un casting au Teatro Maipo, l'un des lieux les plus importants de la scène revue de Buenos Aires, un genre très populaire à l'époque. Elle ne se présente en tant que femme qu'une fois sur scène, effectuant un strip-tease sur une chanson de Madonna. Le producteur Lino Patalano la choisit immédiatement comme vedette pour son émission Viva la revista en el Maipo, créée en 1995 et qui fait rapidement d'elle une célébrité,. Miró apparaît dans le célèbre programme télévisé de Mirtha Legrand, dans lequel les invités déjeunent avec elle et sont interviewés. Cette émission est désormais tristement célèbre pour les questions inconfortables que Legrand a posées à Miró, telles que son deadname ou si « ça vous dérange que les gens sachent que vous êtes vraiment un homme ». À cette époque, de telles questions étaient courantes pour les invités trans à la télévision, mais sont rétrospectivement évaluées négativement.

## Maladie et mort
Le 20 mai 1999, Miró est hospitalisée à la clinique Santa Isabel du quartier de Caballito à Buenos Aires, où elle meurt le 1er juin. La presse a longtemps spéculé sur le fait qu'elle vivait avec le VIH/SIDA, bien qu'elle, sa famille et ses amis l'aient toujours nié. Miró vivait bien avec le VIH et a été hospitalisée pour cela à plusieurs reprises, choisissant de le cacher aux médias par crainte que la stigmatisation entre l'homosexualité et le virus n'affecte sa carrière et ses relations familiales. Selon Jorgelina Belardo, un secteur de la presse menaça de révéler son diagnostic de VIH si elle refusait de donner des interviews. À sa mort, l'assistant personnel de Miró, Jorge García, et son amie Sandra Sily nient les informations faisant état de complications liées au VIH et déclarent aux journalistes qu'elle est morte des suites d'une maladie pulmonaire. Plus tard dans la journée, le manager de Miró Juanito Belmonte confirme que la cause de sa mort est un lymphome. Bien que cela soit vrai, pendant de nombreuses années, on cachait publiquement que le lymphome était effectivement lié au SIDA. Cela est confirmé lorsque son frère Esteban Virguez le révèle au journaliste Carlos Santol en 2010, qui le révèle plus tard dans sa biographie de 2016 sur Miró intitulée Hembra.

## Impact et héritage
Après avoir gagné en popularité en tant que meneuse de revue, Miró devient une sensation médiatique nationale pour les aspects sexospécifiques de son image,, et est considérée comme un symbole de l'ère postmoderne en Argentine,. Première transgenre argentine à devenir une célébrité nationale,, elle est considérée la « première icône trans du pays ». La présence de Miró marque un changement dans le show-business argentin de l'époque et popularise les numéros trans et travestis sur la scène théâtrale de Buenos Aires. À ce titre, elle est considérée comme un symbole du milieu social des années 1990 argentines et une icône de la décennie,,. Elle ouvre la voie à d'autres travestis et femmes trans argentines pour leur offrir plus de visibilité, dont Florencia de la V qui la décrit en 2021 comme la « première [personne] trans que le public a reconnue en tant qu'artiste » et une « étoile filante qui n'a duré que peu de temps sur terre [mais] continuera à illuminer le chemin pour toujours ». Dans une interview avec Revista NX en 1997, Miró réfléchit à son impact :
Je suis très reconnaissante pour ce qui m'arrive, et cela a aidé à ouvrir des portes pour d'autres personnes. (...) Mais je n'oublie pas beaucoup de gens qui étaient là et qui ont essayé, qui ont beaucoup travaillé et continuent de le faire. Ceci concernant le circuit commercial. Mais c'était aussi important à cause de tous les préjugés qui existaient autour des travestis, qui étaient liés à [la prostitution de rue], ou avec les transformistas (...). Je pense qu'en quelques années ces croyances ont beaucoup changé. Je ne revendique pas tout cela moi-même, mais je sais que j'ai fait ma part parce que les portes m'étaient ouvertes, et j'ai toujours dit que ces portes ouvertes allaient aussi s'ouvrir pour d'autres personnes et c'était la chose la plus importante. [Les arrestations et la torture des travestis] me donnent des sentiments d'horreur. Je suis désolé pour ces choses qui se produisent dans le pays, bien que cette réalité se produise dans d'autres endroits. (...) J'ai aussi subi ces abus. Descendre la rue et avoir des problèmes avec la police, avec d'autres personnes ; être devant la porte d'un appartement en attendant qu'un taxi vienne et avoir peur qu'une voiture de patrouille vienne m'emmener. Il y a quelques années, je pensais que je n'allais jamais vivre cette Argentine de droits ou de respect. Par exemple, qu'une trans reçoive ses documents conformément à son identité sexuelle. Mais tout a un coût. Il y a eu beaucoup de travestis qui ne sont plus avec nous, qui sont emprisonnés, qui sont placés en garde à vue quotidiennement, tout cela pour qu'aujourd'hui d'autres personnes puissent marcher plus librement dans la rue.
L'ascension de Miró vers la notoriété au milieu des années 1990 est un tournant dans la visibilité des identités trans dans la société argentine, car elle augmente la visibilité de la communauté trans sur la scène médiatique nationale et a ouvert un débat sur la marginalisation de leur conditions de vie. Mais, bien que la notoriété de Miró se soit déroulée parallèlement à l'organisation politique des travestis et à la visibilité de leur activisme, elle n'a jamais pris part au mouvement ; elle est d'abord critiquée par nombre de ses membres, qui n'apprécient pas le traitement inégal qu'elle reçoit de la part rapport aux prostituées travesties négligées. Ils critiquent également Miró pour avoir incarné le « mandat patriarcal » selon lequel les femmes trans doivent ressembler à une vision idéalisée de la femme parfaite, une caractéristique typique de ses numéros de revue. En ce sens, elle met en évidence le désir de milliers d'hommes pour les nouveaux corps de travesti, avec l'anthropologue Josefina Fernández affirmant que : « l'échange que fait Cris Miró en vivant de son travail de vedette, de corps inséré dans un marché, ne diffère pas de l'échange qu'une [prostituée de rue travestie] est obligée de faire pour survivre ». Réfléchissant à sa mort, l'universitaire féministe Mabel Bellucci soutient en 1999 que l'acceptation de Miró était une tentative du « système » d'essayer de montrer qu'il n'y avait pas tant de discrimination, la présentant comme « l'exception à la règle » et la résumant dans un rôle qui l'empêchait de créer des liens avec ses pairs [travestis]. Elle écrit : « Si cela avait signifié une plus grande démocratisation du mouvement travesti, elle aurait pu obtenir une plus grande reconnaissance des droits ».
Une photographie de Miró est exposée depuis 2019 au Museo Casa Rosada, dans le cadre de l'exposition Íconos Argentinos (en français : « icônes argentines »).
Sa mort est présentée dans le roman primé de Camila Sosa Villada en 2019, Las malas, pleurée par ses personnages principaux trans, qui la considèrent comme « l'Evita des travestis ».

## Identité de genre
Miró s'identifie comme un travesti, un terme vaguement défini utilisé dans les pays d'Amérique du Sud pour désigner les personnes qui ont été assignées de sexe masculin à la naissance, mais développent une identité de genre selon différentes expressions de la féminité. L'utilisation du terme dans la région précède celle de « transgenre » et sa définition est controversée, car il peut être considéré comme un « troisième sexe », un genre non binaire ou un équivalent régional aux concepts de transidentité,. Jusqu'au milieu des années 1990, son expression de genre alternait entre celle d'un jeune homme androgyne pendant la journée et celle d'une femme lorsqu'elle sortait la nuit ou sur scène. Vers 1997, elle a subi une chirurgie d'augmentation mammaire, ce qui indique un renforcement de son identité trans, car elle aurait  « pris la forme définitive d'une femme ». Miró considère également la procédure cosmétique comme une exigence du travail, car les vedettes devaient afficher sensuellement leurs parties du corps.
Miró est parfois rétrospectivement qualifiée de femme trans,,. Selon le biographe Carlos Sanzol, Miró s'est identifiée comme une femme, soulignant qu'elle déclarait régulièrement à la presse qu'elle « se sentait comme [une] ». Elle déclare à Mirtha Legrand en 1995 : « Je suis génétiquement née en tant qu'homme, mais je choisis et vis en tant que femme et c'est la chose la plus importante » Dans un reportage télévisé de 1996 pour Chiche Gelblung, Miró explique son identité de genre : « Je suis tout à fait clair que biologiquement je suis née homme. Je ne veux pas être une femme, je suis totalement d'accord avec mon statut de travesti. Mais je ne pense pas être une femme enfermée dans un corps d'homme. Non, je suis qui je suis et de cette façon je suis heureux. » Une autre déclaration souvent citée de Miró est : « Même si je suis né avec un certain sexe, ce qui signifie que j'ai des documents avec le nom et le sexe d'un homme, la chose la plus importante est ce que je ressens. Je ne suis qu'une personne, et c'est ce qui m'importe. Cette chose à propos des contraires est vue par les autres. Je le vis d'une seule manière »